# Banca Ottomana

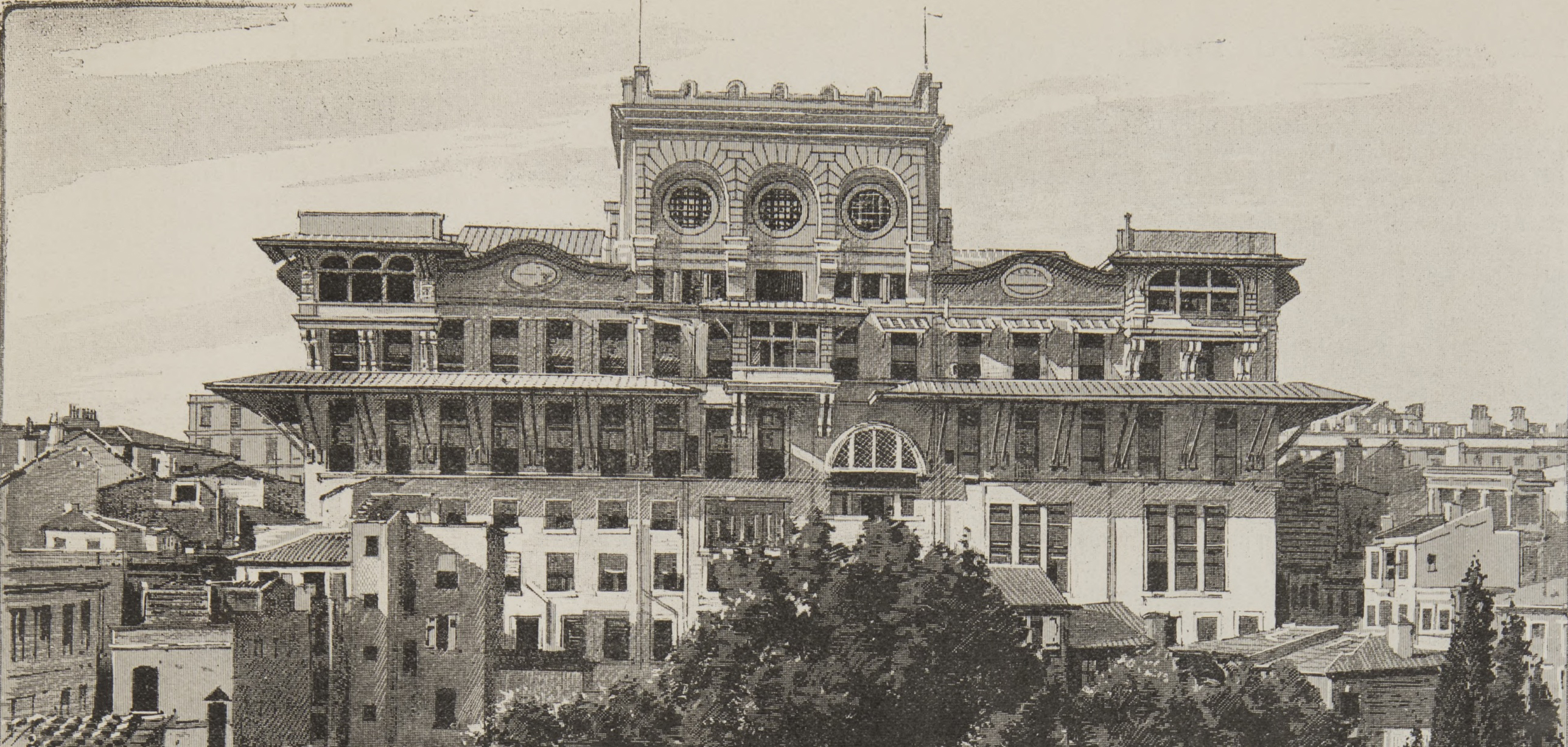
La sede della Banca Ottomana

La Banca Ottomana (ufficialmente Banque impériale ottomane, in turco osmanli: Bank-ı Osmanî-i Şahane, in turco moderno Osmanlı Bankası) è stata una banca turca, che ha svolto le funzioni di banca centrale dal 1875 al 1931.

## Storia

### Precedenti e fondazione
Le banconote (dette Qaimet-mutaberet naqdije) furono stampate per la prima volta nell'Impero ottomano nel 1839. Fu una delle innovazioni attuate all'interno di quella radicale riforma dell'Impero che viene comunemente chiamata "Era delle Tanzimat". Questa cartamoneta si rivelò poco stabile e perse fino al 35% del valore nominale. Con la Guerra di Crimea del 1853–1856 il Governo perse definitivamente la possibilità di fissare il valore di quei biglietti di banca.
La Banca Ottomana fu fondata nel 1856 per iniziativa del Governo nel quartiere costantinopolitano di Istanbul. Ne erano proprietari il governo britannico, la Banque de Paris et des Pays-Bas e il governo ottomano: delle 135.000 azioni quelle britanniche erano 80.000, quelle francesi 50.000 e quelle ottomane 5.000.
Il governo ottomano concesse alla banca l'autorizzazione a emettere banconote nei tagli da 5, 10, 20, 50 e 100 piastre. In cambio il Governo ottenne un prestito.
Nel 1863 gli azionisti della Banca Ottomana firmarono un accordo per creare la Banca Imperiale Ottomana, il cui nome ufficiale era in francese: Banque Impériale Ottomane. Il sultano Abdülâziz, che si aspettava di rafforzare l'economia del suo paese, prostrata dalla crisi finanziaria conseguente alla Guerra di Crimea, ratificò immediatamente l'accordo.

### Banca centrale

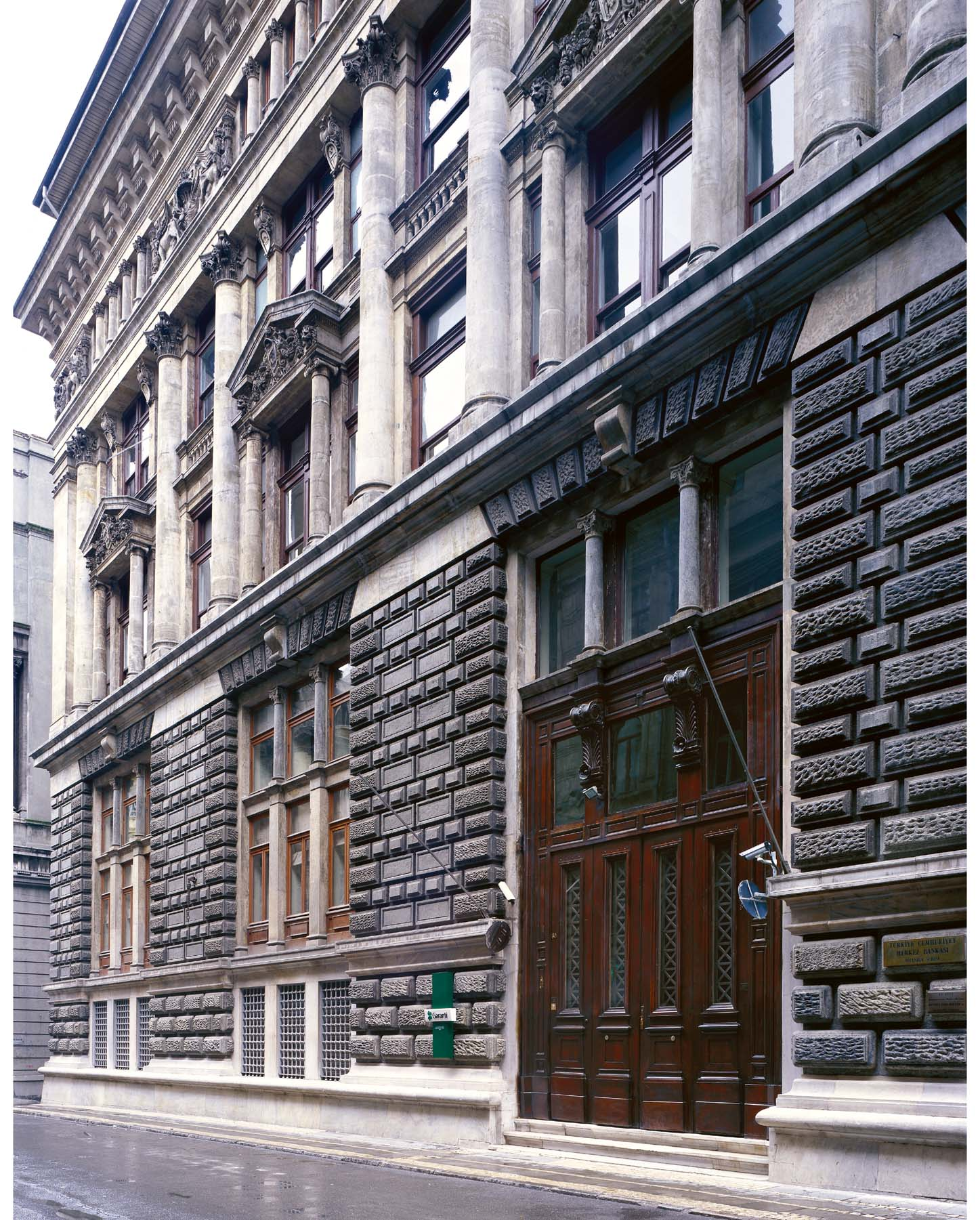
Vecchia sede della Banca Ottomana

Nel 1875 la banca fu autorizzata a controllare il bilancio dell'Impero, introiti e spese dello stato, a disciplinare e controllare la precaria situazione finanziaria ottomana. Il carattere di banca centrale che aveva assunto la Banca Ottomana fu confermato dalla proroga del diritto di emissione per ulteriori vent'anni e dal conferimento dell'incarico di Tesoreria dello Stato.
La Banca Ottomana anticipava denaro al Tesoro, svolgeva un ruolo di intermediaria per il debito pubblico ottomano e fungeva da banca d'emissione.
La Banca continuò a fare prestito allo Stato ottomano anche dopo le Guerre balcaniche, divenne un membro dell'Amministrazione internazionale del Debito pubblico ottomano e ottenne il monopolio del tabacco attraverso una società per azioni. In seguito al ristabilimento della fiducia verso il Tesoro ottomano, dal 1886 fu possibile collocare titoli del debito pubblico all'estero. Intorno al 1890, il miglioramento delle finanze statali e la conseguente riduzione degli impegni verso lo Stato permise alla Banca di intraprendere un'attività di promozione e finanziamento dell'economia turca.
Nell'ambito dell'attività di banca d'investimenti, la Banca Ottomana si occupò prevalentemente di lavori pubblici e ferrovie: il porto di Beirut, la ferrovia Beirut-Damasco e la sua successivo prolungamento fino a Homs, Hama e Aleppo. Il sostegno finanziario della Banca si estese ad altri progetti ferroviari, come la linea Costantinopoli-Salonicco, quella Smirne-Kasaba (1892) e la ferrovia di Baghdad (1903). Nel 1896 la Banca ebbe il ruolo più importante nella costituzione della compagnia mineraria di Ereğli sul litorale del Mar Nero.
Nel 1896 la sede della Banque Impériale Ottomane di Costantinopoli fu occupata da rivoluzionari armeni appartenenti all'organizzazione clandestina Federazione Rivoluzionaria Armena, al fine di attirare l'attenzione internazionale sul maltrattamento degli armeni nell'Impero Ottomano.
Lo scoppio della  prima Guerra mondiale mise la Banca in una posizione difficile: da un lato il governo ottomano non se ne fidava in quanto di proprietà inglese e francese, dall'altro i governi britannico e francese consideravano la Banca un'istituzione di un paese nemico. I problemi furono più forti a Cipro, in quanto provincia ottomana amministrata dalla Gran Bretagna fino allo scoppio della Guerra, quando il governo britannico proclamò l'annessione dell'Isola in risposta all'entrata in guerra della Turchia al fianco degli Imperi centrali. Le autorità britanniche sull'isola permisero la riapertura della filiale cipriota, rendendola di fatto separata dalla società-madre. Con l'eccezione di Cipro, durante la Guerra i funzionari francesi e inglesi dovettero lasciare i propri posti; inoltre il governo ottomano revocò il privilegio di emissione, mentre le altre attività continuarono.
Durante la Guerra furono chiuse molte filiali, ma negli anni venti ne furono aperte altre in Medio Oriente al servizio degli interessi inglesi.
Dopo la proclamazione della Repubblica Turca i rapporti fra lo Stato e la Banca furono disciplinati nel 1924. Il nome della Banca ritorno ad essere "Banca Ottomana" senza riferimento all'Impero. Le fu provvisoriamente lasciata la funzione di banca nazionale, in regime di prorogatio, in  attesa che il nuovo governo turco  istituisse una banca centrale, secondo le proprie intenzione, cosa che avvenne nel 1931 con la fondazione della Banca centrale della Repubblica turca.

### Storia successiva
Nel 1933 la Banca Ottomana divenne una banca di credito ordinario e finalmente nel 1952 divenne un'istituzione privata.
In seguito alla Crisi di Suez del 1956, il governo egiziano nazionalizzò le cinque filiali che si trovavano in quel paese. Il governo egiziano fondò la Bank Al-Goumhourieh per rilevare le attività egiziane della Ionian Bank e della banca Ottomana.
Nel 1958 la Banca estese la sua rete di filiali all'Africa Orientale, in nazioni come il Kenya, l'Uganda, la Tanzania e la Rhodesia (attuale Zimbabwe).
A causa della tendenza in molti paesi a trasferire le banche di proprietà straniera a imprenditori locali, nel 1969 la banca vendette le sue filiali di Londra, Cipro, Sudan, Giordania, Africa Orientale, Emirati Arabi Uniti e Rhodesia alla National and Grindlays Bank. Mentre le filiali in Francia e Svizzera furono riunite in una società separata chiamata Banque Ottomane, che la Grindlays rivendette successivamente
Nel 1996 la Banca Ottomana fu venduta al Doğuş Grubu e concentrò le sue attività sul mercato interno turco.
Nel 2001 si fuse con la Körfez Bankasi e successivamente nello stesso anno fu incorporata nella capogruppo Garanti Bank. Questo portò alla scomparsa dell'insegna della "Banca Ottomana" dalle rimanenti filiali. Al momento della sua incorporazione la banca Ottomana aveva una rete di 58 agenzie e circa 1.400 dipendenti.

## Struttura
La Banca non era legata ad alcuna nazionalità. Tuttavia, gli alti funzionari erano scelti tenendo conto della cittadinanza. Per gli altri dipendenti, dai direttori di sede agli impiegati agli uscieri, la banca non richiedeva un requisito di cittadinanza, a differenza delle banche europee dell'epoca.
Il direttore generale e il suo vice erano britannici o francesi, rispecchiando i maggiori pacchetti azionari detenuti dalle due nazioni. Durante la prima Guerra mondiale il criterio non fu seguito, dal momento che il direttore generale e il suo vice, essendo cittadini di nazioni nemiche, furono costretti a lasciare il paese. In questo periodo, finché non fossero tornati ai loro posti i titolari, in seguito all'Armistizio di Mudros del 1918, la Banca fu amministrata da cittadini ottomani di nazionalità armena e greca.
I funzionari di alto livello e molti dei direttori di filiale erano europei. I funzionari di medio livello e gli altri direttori di filiale erano ottomani non musulmani di nazionalità greca, armena, ebraica e maronita. I livelli bassi della gerarchia erano occupati da musulmani ottomani, che facevano gli impiegati, i galoppini, le guardie, gli uscieri.
Confrontato con le proporzioni delle diverse popolazioni dell'Impero, il numero di dipendenti non musulmano era relativamente alto. Il motivo di questo tipo di selezione del personale era la conoscenza da parte dei non musulmani, delle lingue europee, della ragioneria e della tecnica bancaria, nonché di un generale atteggiamento più "occidentale". Fino alla nascita della moderna Repubblica Turca, questi requisiti per essere assunti dalla banca Ottomana potevano essere più facilmente acquisiti dai non musulmani.

## Filiali
La sede era a Costantinopoli. Dalla fondazione la Banca aprì continuamente filiali nel territorio dell'Impero Ottomano, costituendo una rete di circa 80 agenzie allo scoppio della prima Guerra mondiale.
- 1856 Londra, Istanbul-Galata, Smirne, Galaţi (chiusa nel 1866), Beirut (chiusa nel 1921)
- 1861 Bucarest (chiusa nel 1866)
- 1862 Salonicco, Aydın, Afyonkarahisar (chiusa nel 1880), Manisa, Larnaca
- 1865 Isparta
- 1866 Alessandria
- 1868 Parigi
- 1869 Antalya
- 1872 Porto Said
- 1875 Ruscuk (chiusa nel 1880), Edirne, Bursa, Damasco (chiusa nel 1921)
- 1878 Plovdiv (chiusa nel 1899)
- 1879 Nicosia, Limassol
- 1880 Varna (chiusa nel 1882)
- 1881 Nazilli (chiusa nel 1898)
- 1886 Istanbul-Yeni Cami
- 1889 Adana, Konya
- 1890 Sofia (chiusa nel 1899), Denizli, Muğla
- 1891 Istanbul-Pera, Balıkesir, Uşak, Samsun, Trapezunte
- 1892 Ruscuk (riaperta e richiusa nel 1899), Mersin, Baghdad,
- 1893 Ankara, Aleppo (chiusa nel 1921), Bassora
- 1898 Mitilene (chiusa nel 1921)
- 1899 Kastamonu, Sivas
- 1903 Monastir (chiusa nel 1914), Skopje (chiusa nel 1914)
- 1904 Alessandropoli (chiusa nel 1914), Kavala, Eskişehir, Akşehir, Tripoli di Siria (chiusa nel 1921)
- 1905 Nazilli (riaperta), Bandırma, Bilecik, Giaffa, Gerusalemme.
- 1906 Xanthi (chiusa nel 1914), Erzurum, Giresun, Kütahya, Gaziantep, Silifke (chiusa nel 1907), Famagosta, Haifa, Tripoli di Libia (chiusa nel 1912)
- 1907 Adapazarı, Mosul, Minya
- 1908 Tarso, Homs (chiusa nel 1921)
- 1909 Komotini (chiusa nel 1914), Tekirdağ
- 1910 Soufli, Drama (chiusa nel 1921), Serres (chiusa nel 1921), Giannina (chiusa nel 1921), Kayseri, İnebolu, Ordu, Geyve, Bolvadin, Mansura
- 1911 Manchester, Scutari (chiusa nel 1914), Rodi (chiusa nel 1921), Diyarbekir, Elâzığ, Bitlis, Van, Ceyhan, Sidone (chiusa nel 1921), Hodeida (chiusa nel 1921), Bengasi (chiusa nel 1912).
- 1912 Bolu, Urfa, Sandıklı, Söke, Gedda (closed in 1916)
- 1913 Alessandretta (chiusa nel 1921)
- 1914 Çanakkale, Zahleh (chiusa nel 1921)
- 1916 Marsiglia
- 1918 Pafo
- 1919 Hama (chiusa nel 1921)
- 1920 Kirkuk, Ashar, Tunisi, Kermanshah
- 1921 Troödos (Cipro), Zonguldak
- 1922 Betlemme, Ramallah, Nablus, Hamadan, Tehran
- 1924 Il Cairo, Ismailia
- 1925 Amman
- 1926 Malatya, Manisa
- 1931 Tel Aviv
- 1940 Geneifa (Egitto)
- 1941 Port Tewfik (Egitto)
- 1942 Mehalla Kebir (Egitto)
- 1943 Kyrenia
- 1946 Leuka, Morfou
- 1947 Gerusalemme Ovest, Fayyum, Tantah (Egitto)
- 1948 Arbela
- 1949 Khartoum, Port Sudan
- 1956 Qatar
- 1962 Abu Dhabi
- 1969 Mascate

## Museo della Banca

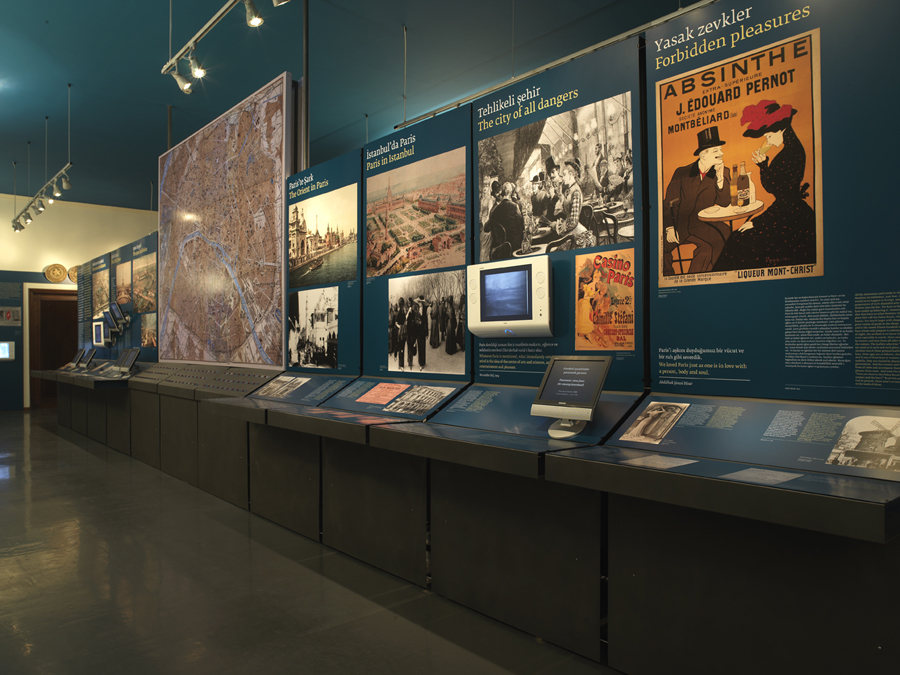
La sala del Museo dedicata agli Ottomani a Parigi

La sede storica della Banca Ottomana in Voyvoda Caddesi, nel quartiere di Karaköy, a Istanbul, era stata costruita dall'architetto franco-ottomano Alexandre Vallaury nel 1890 ed aveva funzionato come sede della banca dal 1892 al 1999. Oggi, oltre ad ospitare la filiale di Karaköy della Garanti Bank, l'edificio è sede del Museo e degli Archivi della Banca Ottomana.
Gli oggetti e i documenti esposti nel Museo forniscono un'immagine dall'interno del mondo tardo ottomano e dell'inizio della Repubblica, mostrando l'ambiente economico, sociale e politico del tempo attraverso operazioni di mercato, filiali di banca, cartelle dei clienti e dei dipendenti, combinando una disposizione cronologica con una tematica.
Quattro caveaux della Banca, collocati al centro della sala principale, sono utilizzati per esporre documenti d'archivio, come azioni ed obbligazioni, libri contabili, dossiers di clienti, e fotografie. Il caveau più ampio ospita le banconote e le monee d'argento emesse fra il 1863 e il 1914.

## Nella cultura di massa
Fra le banche su cui si possono effettuare le sottoscrizioni per finanziare l'impresa spaziale oggetto del romanzo di Jules Verne Dalla Terra alla Luna compare anche la Banque Ottomane.